# Josi Benajun
Josef (Josi) Szaj Benajun (hebr. ‏יוסי בניון‎, ang. Yossi Benayoun; ur. 5 maja 1980 w Dimonie) – izraelski piłkarz, który występował na pozycji pomocnika. Posiada on najwięcej występów w historii w reprezentacji Izraela, w latach 1998–2017 wystąpił on aż 102 razy. 
W swojej karierze występował w takich klubach jak m.in. Liverpool, Chelsea, Arsenal, West Ham United czy Maccabi Hajfa.

## Kariera

### Wczesne lata
Jason Burt w piśmie do The Independent o Benajunie z lat młodości: „W wieku lat dziewięciu został zauważony w świecie futbolowych talentów. W wieku 11 lat talent zamienił się w geniusz. W wieku 13 lat jego twarz była na pierwszych stronach wszystkich gazet piłkarskich.”
Benajun rozpoczął swoją karierę w wieku 9 lat w Hapoelu Beer Szewa. Aby uczestniczyć w zajęciach piłkarskich musiał codziennie razem z ojcem jechać autostopem 60 km na boisko klubowe. Po bardzo dobrych występach w Hapoelu Beer Szewa został zauważony przez AFC Ajax. Po testach w Amsterdamie 14-letni chłopak podpisał 2-letni kontrakt z tym klubem. Razem z rodziną przeprowadził się do Holandii, gdzie opiekował się nimi zarząd Ajaksu, dając im mieszkanie i pracę. Jego numer na koszulce podczas gry w Ajaksie to 14, co miało oznaczać wiek, w jakim podpisał kontrakt. Mając 16 lat Josi był najlepszym strzelcem drużyny z Amsterdamu oraz najlepszym zawodnikiem. Ajax oferował mu przedłużenie umowy na 4 lata, jednak Benajun postanowił wrócić do Hapoelu, ponieważ jego rodzina nie czuła się dobrze w Holandii.

### Hapoel Beer Szewa
W wieku 17 lat dostał się do pierwszej kadry Hapoelu, jednak to nie pomogło drużynie przed spadkiem z Ligat Toto do drugiej ligi Izraelskiej w sezonie 1997/98. Po ostatnim meczu w lidze z Maccabi Hajfa Hapoel Beer Szewa spadł do niższej ligi. Josi Benajun w 25 spotkaniach strzelił 15 goli.

### Maccabi Hajfa
Po nieudanym sezonie w barwach Hapoelu Beer Szewa Benajun postanowił przenieść się do Maccabi Hajfa. Kontrakt został podpisany w obecności prezesa Maccabi – Ja’akowa Szachara, oraz byłego prezydenta Hapoelu – Eliego Zino. Ustalono, że oba kluby podzielą się zyskami ze sprzedaży zawodnika do Europy. W 1998 pod wodzą Dušana Uhrina i Daniela Brailovskiego Maccabi osiągnął ćwierćfinał PZP. Również w nowym klubie Benajun był jednym z najlepszych strzelców ligi z 16 golami na koncie w 29 meczach.
W sezonie 1999/2000 trenerem Maccabi został Eli Cohen, jednak szybko zrezygnował z tej funkcji. Benajun w sezonie 1999/2000 znowu był najważniejszym graczem Maccabi Hajfa, kończąc sezon z 19 bramkami w 38 meczach. W sezonie 2000/01 kierownictwo klubu objął Awraham Grant, a Benajun razem z kolegami z Maccabi zdobył tytuł mistrzowski, pierwszy od siedmiu lat. Sam zawodnik został wybrany MVP, znowu kończąc sezon jako jeden z najlepszych strzelców z 13 golami na koncie. W kolejnych rozgrywkach, mimo urazu, Benajun razem z innym piłkarzami powracającymi po kontuzjach, m.in. Yakubu Aiyegbengiem, Raimondasem Žutautasem czy Đovanim Roso pomógł Maccabi Hajfa zdobyć kolejny tytuł mistrzowski. W swoim ostatnim sezonie w klubie zdobył 7 goli w 33 meczach.

### Racing Santander
W 2002 Benajun przeniósł się do Racingu Santander. Przeszedł tam razem z kolegami z reprezentacji, m.in. Dudu Aouate czy Omrim Afekiem. W swoim pierwszym sezonie spędzonym w hiszpańskiej drużynie zdobył pięć goli. W kolejnych rozgrywkach pomógł swojemu zespołowi w utrzymaniu się w lidze.
Sezon 2004/05 wyglądał podobnie jak poprzedni. Racing walczył o utrzymanie w La Liga, a Benajun strzelił 9 goli w 35 spotkaniach. Ogólnie w Racingu rozegrał 101 spotkań i zdobył 21 bramek. Po kolejnym, nieudanym sezonie władze klubu postanowiły sprzedać kilku piłkarzy z powodu kryzysu finansowego. Wówczas Benajun podjął decyzję o opuszczeniu klubu. Jego agent, Pini Zahavi, wycenił go na 3,5 mln euro. O piłkarza walczył m.in. CSKA Moskwa, jednak on sam odrzucił ofertę przejścia za 5 mln euro. Benajun postanowił, że odejdzie do klubu z Anglii lub pozostanie w Hiszpanii, co wywołało duże zainteresowanie takich klubów jak; Newcastle United F.C., Tottenham Hotspur F.C., Liverpool F.C., Bolton Wanderers F.C., Real Sociedad czy Deportivo La Coruna.

### West Ham United

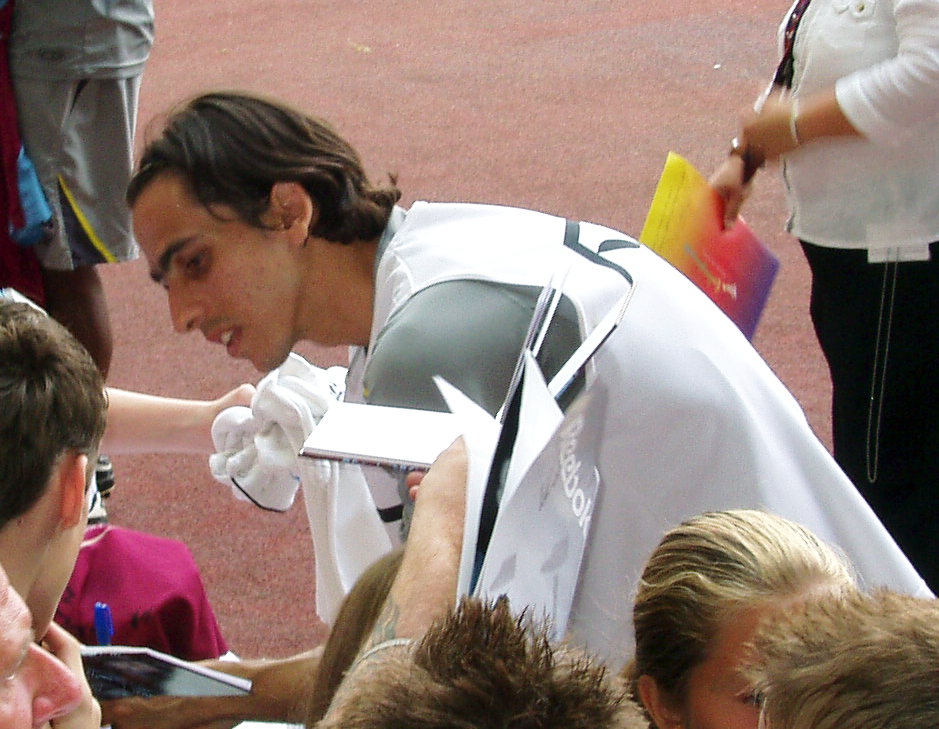
Benajun w barwach West Ham United rozdaje autografy fanom

Ostatecznie w 2005 Benajun przeszedł za 2,5 mln £ do West Hamu United, podpisując 4-letni kontrakt. W barwach nowego klubu zadebiutował na inaugurację sezonu 2005/06, 13 sierpnia 2005 w spotkaniu przeciwko Blackburn Rovers, wygranym 3-1 przez West Ham United. Swojego pierwszego gola w Premier League strzelił 12 września 2005 przeciwko Aston Villi. W drugim sezonie w barwach West Hamu, Benajun zdobył 3 gole w 29 występach. Łącznie rozegrał w tym klubie 63 mecze i strzelił 8 bramek.

### Liverpool

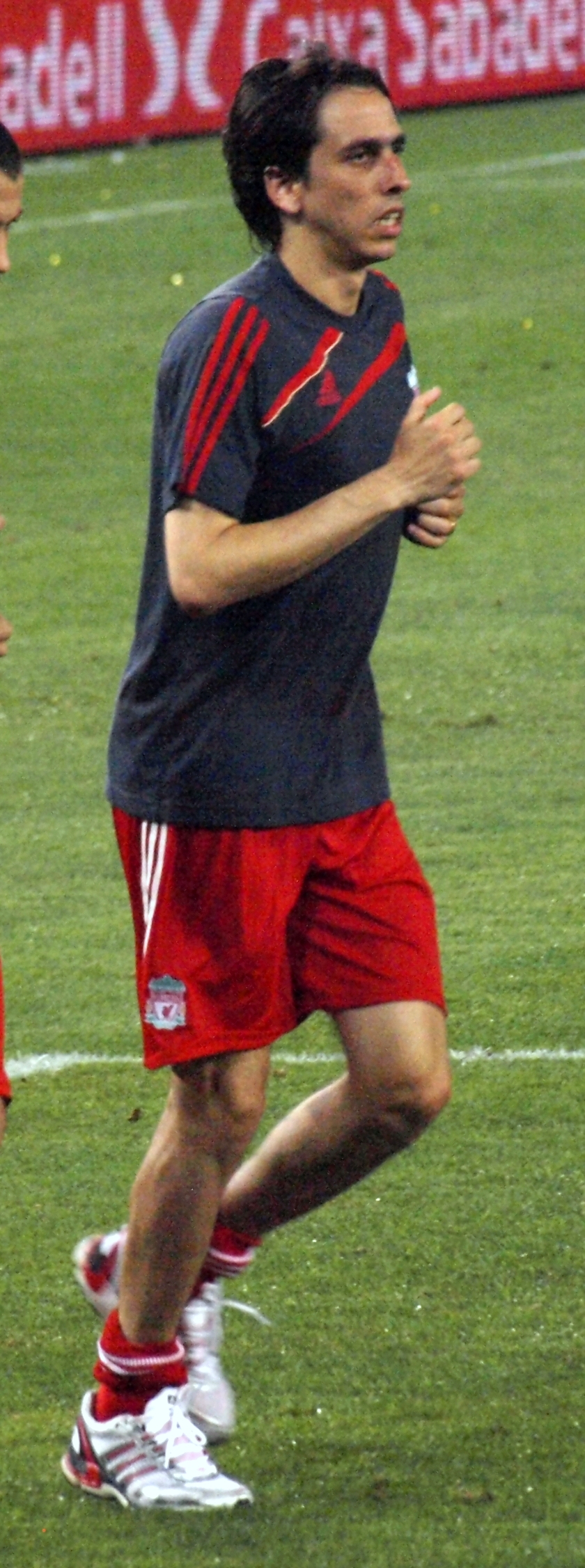
Benajoun w barwach Liverpoolu

W maju 2007 Benajun przeniósł się do Liverpool F.C. w kontrowersyjnych okolicznościach, ponieważ 10 dni wcześniej podpisał nową 5-letnią umowę z West Hamem United opiewająca na 50 tys. funtów tygodniowo. Ostatecznie 12 lipca 2007 strona internetowa Liverpoolu podała informację o podpisaniu 5-letniej umowy z izraelskim pomocnikiem, płacąc za niego West Ham United 5 mln funtów.
Benajun ostatecznie został zaprezentowany kibicom The Reds razem z Ryanem Babelem 13 lipca 2007. Od początku gry w nowym klubie był raczej piłkarzem rezerwowym, przełomowym był jednak sezon 2008/2009, a konkretnie jego druga połowa, gdzie Izraelczyk pomógł drużynie w osiągnięciu jednego z najlepszych sezonów ostatnich lat i zdobycia wicemistrzostwa Anglii, strzelając gole m.in. zwycięskiego z Fulham Londyn, dwa w pełnym emocji meczu z Arsenalem zremisowanym 4:4, a także jedyną bramkę w meczu Ligi Mistrzów z Realem Madryt. W kolejnych rozgrywkach regularnie pojawiał się na boisku, a w meczu z Burnley zdobył hat-tricka. Strzelił także bramkę w wygranym 2:1 spotkaniu Ligi Europy z Atlético Madryt. Po raz ostatni w barwach Liverpoolu wystąpił 2 maja 2010, gdy zagrał w pojedynku z Chelsea.

### Chelsea
2 lipca 2010 roku Benajun podpisał trzyletni kontrakt z Chelsea. Kwota transferu nie została ujawniona. Nieoficjalny debiut w nowym klubie zaliczył 1 sierpnia w towarzyskim meczu z Eintrachtem Frankfurt. Tydzień później zagrał na Wembley w meczu o Tarcze Dobroczynności z Manchesterem United. Pierwszy występ Benajuna na Stamford Bridge miał miejsce 14 sierpnia. W meczu z West Bromwich Albion w 63. minucie zmienił Franka Lamparda. Chelsea wygrała ten mecz 6-0.
Już w kolejnym meczu Josi zdobył pierwszą bramkę w barwach nowego klubu. Znów wszedł z ławki rezerwowych, a w trzeciej minucie doliczonego czasu gry wykorzystał dokładne podanie Paulo Ferreiry i ustalił wynik meczu na 6-0 dla swojego zespołu.

### Queens Park Rangers
Zawodnik w ostatnim czasie przebywał na testach w klubie z Loftus Road. Wypadł na nich na tyle dobrze, że 10 grudnia 2013 roku podpisał kontrakt z zespołem Championship, Queens Park Rangers. Kontrakt obowiązywał do końca sezonu.

### Dalsza kariera w Izraelu
W czerwcu 2014 roku powrócił do ojczyzny, podpisując dwuletnią umowę z Maccabi Hajfa. Josi przeniósł się do Izraela na zasadzie wolnego transferu.
5 maja 2019 roku zakończył piłkarską karierę.

## Reprezentacja
W reprezentacji Izraela Benajun zadebiutował 18 listopada 1998 roku w spotkaniu przeciwko Portugalii. Swojego pierwszego hat-tricka w kadrze strzelił 8 września 1999 na Stadionie Ramat Gan w Izraelu, w spotkaniu przeciwko San Marino. Obecnie Benajun jest kapitanem swojej reprezentacji.
Posiada on najwięcej występów w historii w reprezentacji Izraela, w latach 1998–2017 wystąpił on aż 102 razy.

### Gole w reprezentacji
| Gole w reprezentacji | Gole w reprezentacji | Gole w reprezentacji   | Gole w reprezentacji | Gole w reprezentacji | Gole w reprezentacji | Gole w reprezentacji              |
| #                    | Data                 | Miasto                 | Przeciwnik           | Gol                  | Wynik                | Rozgrywki                         |
| -------------------- | -------------------- | ---------------------- | -------------------- | -------------------- | -------------------- | --------------------------------- |
| 1.                   | 5 września 1999      | Limassol, Cypr         | Cypr                 | 2:2                  | 3:2                  | Eliminacje Euro 2000              |
| 2.                   | 11 września 1999     | Ramat Gan, Izrael      | San Marino           | 1:0                  | 8:0                  | Eliminacje Mistrzostw Europy 2000 |
| 3.                   | 8 września 1999      | Ramat Gan, Izrael      | San Marino           | 4:0                  | 8:0                  | Eliminacje Mistrzostw Europy 2000 |
| 4.                   | 8 września 1999      | Ramat Gan, Izrael      | San Marino           | 6:0                  | 8:0                  | Eliminacje Mistrzostw Europy 2000 |
| 5.                   | 15 listopada 2000    | Braga, Portugalia      | Portugalia           | 2:1                  | 2:1                  | Towarzyski                        |
| 6.                   | 5 września 2002      | Luksemburg, Luksemburg | Luksemburg           | 0:5                  | 0:5                  | Towarzyski                        |
| 7.                   | 8 września 2004      | Ramat Gan, Izrael      | Cypr                 | 1:1                  | 2:1                  | Eliminacje Mistrzostw Świata 2006 |
| 8.                   | 9 października 2004  | Ramat Gan, Izrael      | Szwajcaria           | 1:0                  | 2:2                  | Eliminacje Mistrzostw Świata 2006 |
| 9.                   | 9 października 2004  | Ramat Gan, Izrael      | Szwajcaria           | 2:2                  | 2:2                  | Eliminacje Mistrzostw Świata 2006 |
| 10.                  | 9 lutego 2005        | Jerozolima, Izrael     | Chorwacja            | 2:2                  | 3:3                  | Towarzyski                        |
| 11.                  | 8 października 2005  | Ramat Gan, Izrael      | Wyspy Owcze          | 1:0                  | 2:1                  | Eliminacje Mistrzostw Świata 2006 |
| 12.                  | 15 sierpnia 2006     | Celje, Słowenia        | Słowenia             | 0:1                  | 1:1                  | Towarzyski                        |
| 13.                  | 6 września 2006      | Nijmegen, Holandia     | Andora               | 1:0                  | 4:1                  | Eliminacje Mistrzostw Europy 2008 |
| 14.                  | 15 listopada 2006    | Ramat Gan, Izrael      | Chorwacja            | 2:3                  | 3:4                  | Eliminacje Mistrzostw Europy 2008 |
| 15.                  | 26 marca 2008        | Ramat Gan, Izrael      | Chile                | 1:0                  | 1:0                  | Towarzyski                        |
| 16.                  | 6 września 2008      | Ramat Gan, Izrael      | Szwajcaria           | 1:2                  | 2:2                  | Eliminacje Mistrzostw Świata 2010 |
| 17.                  | 11 października 2008 | Luksemburg             | Luksemburg           | 0:1                  | 1:3                  | Eliminacje Mistrzostw Świata 2010 |
| 18.                  | 15 października 2008 | Ryga, Łotwa            | Łotwa                | 0:1                  | 1:1                  | Eliminacje Mistrzostw Świata 2010 |
| 19.                  | 11 lutego 2009       | Ramat Gan, Izrael      | Węgry                | 1:0                  | 1:0                  | Towarzyski                        |
| 20.                  | 3 marca 2010         | Timișoara, Rumunia     | Rumunia              | 1:0                  | 2:0                  | Towarzyski                        |